# San Bartolomé Zoogocho
San Bartolomé Zoogocho är en ort i Mexiko.   Den ligger i kommunen San Bartolomé Zoogocho och delstaten Oaxaca, i den sydöstra delen av landet, 400 km sydost om huvudstaden Mexico City. San Bartolomé Zoogocho ligger 1 521 meter över havet och antalet invånare är 368.
Terrängen runt San Bartolomé Zoogocho är bergig åt nordväst, men åt sydost är den kuperad. Terrängen runt San Bartolomé Zoogocho sluttar österut. Runt San Bartolomé Zoogocho är det ganska glesbefolkat, med 29 invånare per kvadratkilometer. Närmaste större samhälle är San Ildefonso Villa Alta, 14,6 km nordost om San Bartolomé Zoogocho. I omgivningarna runt San Bartolomé Zoogocho växer huvudsakligen savannskog.